# 蒙塔日圍城戰
蒙塔日圍城戰發生於1427年7月15日至9月5日，持續了一個月又三週的圍城，最終由讓·德·迪努瓦率領的一支法國支援部隊擊潰了圍城的英國部隊。

## 註腳
1. 1 2 3  Wagner 2006，第219頁.